# Deicide (album)
Deicide je prvi studijski album američkog death metal-sastava Deicide. Album je 24. lipnja 1990. godine objavila diskografska kuća Roadrunner Records.

## Popis pjesama
Tekstovi: Glen Benton, glazba: Deicide
1. "Lunatic of God's Creation" - 2:39
2. "Sacrifical Suicide" - 2:49
3. "Oblivious to Evil" - 2:38
4. "Dead by Dawn" - 3:53
5. "Blaspherereion" - 4:13
6. "Deicide" - 3:59
7. "Carnage in the Temple of the Damned" - 3:31
8. "Mephistopheles" - 3:33
9. "Day of Darkness" - 2:03
10. "Crucifixation" - 3:55

## Zasluge
Deicide
- Glen Benton – bas-gitara, vokali, logotip, grafički dizajn (trifiks)
- Eric Hoffman – gitara, logotip
- Brian Hoffman – gitara
- Steve Asheim – bubnjevi

| Ostalo osoblje - Scott Burns – produkcija, inženjer zvuka, miks - Patricia Mooney – dizajn - Shann J. Benton – grafički dizajn - Tom Coyne – mastering - Tim Hubbard – fotografije (sastav) - Ira Rosenson – fotografije (omot) |